# Sacconemertopsis olivifera
Sacconemertopsis olivifera är en djurart som tillhör fylumet slemmaskar, och som beskrevs av Jirô Iwata 1970. Sacconemertopsis olivifera ingår i släktet Sacconemertopsis och familjen Tetrastemmatidae. Inga underarter finns listade i Catalogue of Life.